# Elezioni europee del 1984 in Germania
Le elezioni europee del 1984 in Germania Ovest si sono tenute il 17 giugno.

## Risultati
| Liste  | Liste                                          | Gruppo             | Voti       | %     | +/- | Seggi | +/-     |
| ------ | ---------------------------------------------- | ------------------ | ---------- | ----- | --- | ----- | ------- |
|        | Unione Cristiano-Democratica di Germania (CDU) | PPE                | 9.308.411  | 37,46 | 1,7 | 34    | Stabile |
|        | Partito Socialdemocratico di Germania (SPD)    | SOC                | 9.296.417  | 37,41 | 3,3 | 33    | 2       |
|        | Unione Cristiano-Sociale in Baviera (CSU)      | PPE                | 2.109.130  | 8,49  | 1,6 | 7     | 1       |
|        | I Verdi (GRÜNEN)                               | ARC                | 2.025.972  | 8,15  | 5,0 | 7     | 7       |
|        | Partito Liberale Democratico (FDP)             | -                  | 1.192.624  | 4,80  | 2,2 | -     | 4       |
|        | Lista della Pace (Frieden) (DKP-DFU)           | -                  | 313.108    | 1,26  |     | -     |         |
|        | Partito Nazionaldemocratico di Germania (NPD)  | -                  | 198.633    | 0,80  |     | -     |         |
|        | Partito Femminista Le Donne (Frauen)           | -                  | 94.463     | 0,38  |     | -     |         |
|        | Partito di Centro Tedesco (Zentrum)            | -                  | 93.921     | 0,38  |     | -     |         |
|        | Partito Ecologico-Democratico (ÖDP)            | -                  | 77.026     | 0,31  |     | -     |         |
|        | Die Mündigen Bürger                            | -                  | 52.753     | 0,21  |     | -     |         |
|        | Altri <50.000 voti                             | Altri <50.000 voti | 88.913     | 0,36  |     | -     |         |
| Totale | Totale                                         | Totale             | 24.851.371 |       |     | 81    |         |